# ساختمان اداره پست رشت
اداره پست مربوط به دوره پهلوی است و در رشت، ضلع شمالی میدان شهرداری واقع شده و این اثر در تاریخ ۲۵ اسفند ۱۳۷۹ با شمارهٔ ثبت ۳۴۹۷ به‌عنوان یکی از آثار ملی ایران به ثبت رسیده است.